# Harry Benjamin
Harry Benjamin (ur. 12 stycznia 1885 w Berlinie, zm. 24 sierpnia 1986 w Nowym Jorku) – amerykański endokrynolog i seksuolog niemieckiego pochodzenia, pionier w dziedzinie badań nad transpłciowością.

## Życiorys
W 1913 roku, jako młody lekarz udał się do Stanów Zjednoczonych w celu pracy nad lekarstwem na gruźlicę, lecz wybuch Wielkiej Wojny przeszkodził w jego powrocie do ojczyzny.
W 1948 roku Alfred Kinsey przedstawił mu przypadek dziecka, które nalegało, aby uznać je za kobietę, mimo że miało męskie narządy rozrodcze. Spotkanie to uświadomiło Benjaminowi, że należy stworzyć nową klasyfikację osób transpłciowych uwzględniającą różnicę między transseksualizmem a transwestytyzmem. Zebrane wnioski opublikował w 1966 r. w książce The Transsexual Phenomenon.
Jego pacjentką była m.in. Christine Jorgensen.
Jego imię nosiło Harry Benjamin International Gender Dysphoria Association (obecnie World Professional Association for Transgender Health), organizacja zajmująca się ustalaniem standardów opieki nad osobami z dysforią płciową.